# Józef Arkusz
Józef Arkusz (18 tháng 3 năm 1921 - 29 tháng 6 năm 1995) là một đạo diễn điện ảnh người Ba Lan và nhà sản xuất của hơn 70 bộ phim giáo dục. 

## Tiểu sử
Józef Arkusz sinh ngày 18 tháng 3 năm 1921 tại Peratyn, Tarnopol Voivodeship (ngày nay là Chervonohrad Raion , Lviv Oblast).  Gia đình ông chuyển đến Lviv vào đầu những năm 1930. Trong Chiến tranh thế giới thứ hai, ông đã tham gia vào phong trào ngầm Armia Krajowa, nhờ đó ông đã được trao tặng Thập tự giá sĩ quan của Huân chương Polonia Restituta . Sau chiến tranh, ông chuyển đến thành phố công nghiệp Łódź , miền trung Ba Lan, nơi ông bắt đầu nghiên cứu sinh học. 
Ông theo học tại Đại học Poznań, và nhận bằng Sinh học năm 1950.  Ông tiếp tục học tập và tốt nghiệp Trường Điện ảnh Łódż vào năm 1953. 

## Sự nghiệp
Ông làm việc trong các bộ phim và dự án nhỏ cho đến những năm 1960 thì ông bắt đầu được cộng đồng quốc tế chú ý. Tại thời điểm này, sự nghiệp của ông rất thành công và ông đã thực hiện một số bộ phim giáo dục nổi tiếng nhất của mình. Làm việc tại Xưởng phim Giáo dục (Wytwórnia Filmów Oświatowych) ở Łódż, ông đã tạo ra các Phim có chủ đề chung (Filmy Oświatowe), và được ghi nhận là một trong những nhà làm phim tài liệu Ba Lan có ảnh hưởng nhất. Ông là người tiên phong trong các phương pháp quay phim và sản xuất phim tài liệu mới, hiện được sử dụng như một thông lệ tiêu chuẩn trên khắp thế giới. Các chủ đề phim của ông bao gồm các chuyên ngành kỹ thuật và sinh học và tập trung vào những tiến bộ sinh học mới của thời đại hiện đại. 
Ông mất tại Łódź, Ba Lan vào thứ Hai ngày 19 tháng 6 năm 1995. 

## Các bộ phim nổi bật
Józef Arkusz được ghi nhận là người đã tạo ra những thước phim đầu tiên về bên trong một trái tim đang đập sống động bằng cách sử dụng sợi quang học.
- 1989 - Các bệnh do nấm gây ra ,
- 1986 - Viêm gan do vi rút ,
- 1985 - Kính hiển vi bí ẩn ,
- 1984 - Nasz Organim (Cơ quan sinh vật của chúng ta),
- 1984 - Ăn gì và tại sao,
- 1982 - Câu chuyện về một giọt nước,
- 1982 - Bí mật cuộc sống của Bioelectronik ,
- 1981 - CÁC PHẦN THỦY LỰC ,
- 1979 - CUỘC SỐNG VÀ NUÔI DƯỠNG. Sinh học Dinh dưỡng ,
- 1979 - Câu chuyện về côn trùng,
- 1976 - CUỘC SỐNG VÀ NUÔI DƯỠNG. Chức năng của Ruột ,
- 1976 - LÊN CÔNG NGHIỆP SILESIA ( Công nghiệp Silesian ),
- 1976 - Chức năng của van tim ,
- 1976 - PHÂN BỐ TẾ BÀO PHÂN BÓN - NUÔI DƯỠNG ,
- 1976 - SỰ PHÂN BIỆT TẾ BÀO - MITOSIS (Phân chia tế bào - Nguyên phân ),
- 1973 - BÁNH MÌ, BARLEY VÀ OATS ,
- 1971 - Trái tim của bạn ,
- 1970 - TRỌNG LƯỢNG XÉT NGHIỆM ,
- 1969 - Ảnh hưởng của Môi trường đến Phôi thai ,
- 1969 - BIOENERGETYKA SERCA (Năng lượng sinh học của trái tim),
- 1967 - Magic of Cold ( Cold Fusion ),
- 1967 - Alergia ( Dị ứng ),
- 1966 - TIÊU HÓA Ở Động vật nhai lại ,
- 1966 - Chức năng của tim ,
- 1965 - Máu lưu thông ,
- 1964 - Cá bẹt ,
- 1964 - ĐỘNG VẬT BIỂN DÂN CƯ ,
- 1964 - LÀM VƯỜN THÉP ,
- 1963 - Życie Gleby (Trái đất sống),
- 1962 - Cuộc sống tiếp tục,
- 1962 - NGUỒN NĂNG LƯỢNG CỦA TUẦN HOÀN MÁU (Chức năng của Hệ tuần hoàn ),
- 1962 - Tuần hoàn mạch vành.
- 1962 - Sinh học về Ếch,
- 1960 - ZE ŚWIATA PLEŚNI (Từ Thế giới Khuôn mẫu),
- 1960 - Chọc dò xương ức và kiểm tra tủy xương ,
- 1959 - Inseminacja ( Thụ tinh nhân tạo ),
- 1957 - Ánh sáng trong vòng đời của thực vật,
- 1956 - GIỚI THIỆU VỀ NƯỚC, CÂY VÀ CÂY CẢNH

## Giải thưởng
- Sĩ quan thập tự giá Huân chương Polonia Restituta. [4]